# ニルソン・シュミルソン
『ニルソン・シュミルソン』（Nilsson Schmilsson ）は、アメリカ合衆国の歌手ハリー・ニルソンがニルソン名義で1971年に発表したスタジオ・アルバム。ニルソンのアルバムとしては特に成功を収めた作品で、アメリカとイギリスの両国のアルバム・チャートでトップ5入りしており、1972年3月にはRIAAによってゴールドディスクに認定された。

## 解説
本作のレコーディングは主にロンドンのトライデント・スタジオで行われたが、「アーリー・イン・ザ・モーニング」と「アイル・ネヴァー・リーヴ・ユー」の2曲はハリウッドのRCAスタジオでレコーディングされた。
バッドフィンガーのカヴァー「ウィザウト・ユー」は、シングルとして母国アメリカのBillboard Hot 100と『ビルボード』のアダルト・コンテンポラリー・チャートの両方で1位を獲得し、全英シングルチャートでも1位を獲得した。また、「ココナッツ」は全米8位・全英42位、「ジャンプ・イントゥ・ザ・ファイアー」は全米27位に達した。
本作は、ピッチフォーク・メディアのスタッフが2004年に選出した「1970年代のトップ100アルバム」で84位にランク・インした。また、2020年に米誌『ローリング・ストーン』が発表した「ローリングストーン誌が選ぶ「歴代最高のアルバム」500選 | 2020年改訂版」においては本作は281位に選出された。
2002年に発売された日本盤CD(BVCM-37247)には、「ウィザウト・ユー」のイタリア語ヴァージョンとスペイン語ヴァージョンを含むボーナス・トラック9曲が追加収録された。また、2007年に発売された紙ジャケットCD(BVCM-35120)は、2002年盤のボーナス・トラック全曲に加えて新たに4曲のボーナス・トラックが追加され、23曲入りとなった。

## 収録曲
特記なき楽曲はハリー・ニルソン作。
Side 1
1. ガッタ・ゲット・アップ "Gotta Get Up" – 2:24
2. ドライヴィング・アロング "Driving Along" – 2:03
3. アーリー・イン・ザ・モーニング "Early in the Morning" (Leo Hickman, Louis Jordan, Dallas Bartley) – 2:50
4. ムーンビーム・ソング "The Moonbeam Song" – 3:22
5. ダウン "Down" – 3:25

Side 2
1. ウィザウト・ユー "Without You" (Pete Ham, Tom Evans) – 3:22
2. ココナッツ "Coconut" – 3:51
3. レット・ザ・グッド・タイムズ・ロール "Let the Good Times Roll" (Leonard Lee) – 2:42
4. ジャンプ・イントゥ・ザ・ファイアー "Jump into the Fire" – 6:53
5. アイル・ネヴァー・リーヴ・ユー "I'll Never Leave You" – 4:16

### 日本盤CDボーナス・トラック
11 - 13は2007年発売の再発CDで初めて収録された。
1. ウィザウト・ユー(DEMO) "Without You (demo)" (P. Ham, T. Evans) – 3:52
2. ドライヴィング・アロング(DEMO) "Driving Along (demo)" – 0:54
3. ガッタ・ゲット・アップ(DEMO) "Gotta Get Up (demo)" – 1:51
4. ココナッツ(DEMO) "Coconut (demo)" – 4:01
5. ダウン(DEMO) "Down (demo)" – 3:59
6. ムーンビーム・ソング(DEMO) "Moonbeam Song (demo)" – 1:48
7. ジャンプ・イントゥ・ザ・ファイアー(Short Version) "Jump into the Fire (Short Version)" – 3:32
8. ウィザウト・ユー（イタリア語ヴァージョン） "Per Chi" (P. Ham, T. Evans) – 3:15
9. ウィザウト・ユー（スペイン語ヴァージョン） "Si No Estas Tu" (P. Ham, T. Evans) – 3:17
10. ハウ・キャン・アイ・ビー・シュア・オブ・ユー "How Can I Be Sure of You" – 3:05
11. ムーンビーム・ソング "The Moonbeam Song (Previously Unreleased Version)" – 3:30
12. ラマーズ "Lamaze" – 1:42
13. ガッタ・ゲット・アップ "Gotta Get Up (Previously Unreleased Version)" – 5:07

## 他メディアでの使用例
本作収録曲のうち「ムーンビーム・ソング」「ダウン」「ウィザウト・ユー」「ジャンプ・イントゥ・ザ・ファイアー」は、ニルソンが主演した映画『Son of Dracula』（1974年公開）のサウンドトラックで使用され、ニルソン名義で発表されたサウンドトラック・アルバム『吸血鬼ドラキュラ二世』にも収録された。
本作収録曲は、その後も多くの映画で使用された。「ココナッツ」は『レザボア・ドッグス』（1992年公開）、『アイス・ストーム』（1997年公開）、『プラクティカル・マジック』（1998年公開）、『キルスティン・ダンストの大統領に気をつけろ!』（1999年公開）等で使用され、「ジャンプ・イントゥ・ザ・ファイアー」は『グッドフェローズ』（1990年公開）、『ガール・ネクスト・ドア』（2004年公開）、『ボトル・ドリーム カリフォルニアワインの奇跡』（2008年公開）等で使用された。

## 参加ミュージシャン
- ハリー・ニルソン - ボーカル、ピアノ、オルガン、メロトロン、ハーモニカ、エレクトリックピアノ
- クリス・スペディング - ギター(#1, #5, #8, #9)
- ジョン・ウリベ - リードギター(#2, #9)、アコースティック・ギター(#2, #4, #6)
- カレブ・クウェイ - ギター(#7)
- イアン・ダック - アコースティック・ギター(#7)
- リチャード・ペリー - パーカッション(#1)、メロトロン(#2)
- ロジャー・クーラン - オルガン(#5)
- ゲイリー・ライト - ピアノ(#6)、オルガン(#8)
- ジミー・ウェッブ - ピアノ(#9)
- クラウス・フォアマン - ベース(#1, #5, #6, #8)、リズムギター(#2, #9)、アコースティック・ギター(#4)
- ハービー・フラワーズ - ベース(#2, #4, #7, #9)
- ジム・ゴードン - ドラムス(#1, #2, #5, #7, #9)、パーカッション(#7, #9)
- ジム・ケルトナー - ドラムス(#5, #6)
- ロジャー・ポープ - ドラムス(#7)
- ヘンリー・クライン - アコーディオン(#1)
- ジム・プライス - トランペット、トロンボーン、ホーン・アレンジ(#1, #5)
- ボビー・キーズ - サックス(#5)
- ポール・バックマスター - ストリングス・アレンジ、ホーン・アレンジ、指揮(#6)
- ジョージ・ティプトン - ストリングス・アレンジ、ホーン・アレンジ、指揮(#10)